# Phoberia porrigens
Phoberia porrigens är en fjärilsart som beskrevs av Walker 1858. Phoberia porrigens ingår i släktet Phoberia och familjen nattflyn. Inga underarter finns listade i Catalogue of Life.